# Unionville (Missouri)
Pour les articles homonymes, voir Unionville.
La ville d'Unionville est le siège du comté de Putnam, situé dans l'État du Missouri, aux États-Unis.